# Anne Cary
Anne Cary (baptisée le 14 octobre 1614 - 26 avril 1671) est une religieuse bénédictine britannique qui fonde le « Couvent Notre-Dame de Bonne-Espérance » à Paris.

## Biographie
Cary est la fille d'Elizabeth Cary (qui est la première femme à être publiée) et de son mari Henry Cary (1er vicomte Falkland). Il est maître des bijoux puis contrôleur de la maison royale. La mère de Cary se convertit au catholicisme et beaucoup de ses enfants sont religieux. Anne est baptisée à Berkhamsted en 1614 et elle grandit à Aldenham et à Londres. Elle déménage avec sa famille à Dublin lorsque son père est promu lord adjoint d'Irlande en 1622 .
Elle retourne en Angleterre en 1625 et passe quelques années en Angleterre ou en Irlande. Elle entre à la cour où elle noue une amitié de longue date avec la reine catholique française Henrietta Maria .
Entre-temps, sa mère est devenue catholique en novembre 1626. Son père, qui ne vit pas avec sa mère, meurt en 1633, et sa mère cherche à récupérer la garde de ses enfants. Elle est interrogée dans la Chambre étoilée pour avoir enlevé ses fils (elle a auparavant, et plus facilement, obtenu la garde de ses filles), mais bien qu'elle ait été menacée d'emprisonnement, il n'y a aucune trace de punition. En 1634, Abbe, Elizabeth, Mary et Lucy sont converties à la foi catholique par le père John Fursdon qui est le confesseur de leur mère. Edward Barrett (1er Lord Barrett de Newburgh) le signale au roi Charles Ier et il accepte que les quatre filles soient retirées de la maison de leur mère et emmenées à Great Tew . Great Tew appartient à son frère Lucius Cary, 2e vicomte Falkland . Sa mère fait déménager six de ses enfants à Cambrai. Henry, Lucy, Mary, Elizabeth et Anne deviennent frère Placid, et les sœurs Magdelena, Mary, Augustina et Clementia rejoignent le couvent « Notre-Dame de la Consolation ». Un autre frère Patrick ne reste que deux ans avant de quitter la vie religieuse .
Anne rejoint les Bénédictines à Cambrai comme religieuse de chœur le 8 mars/3 avril 1639 . Son père en Irlande a persécuté les catholiques alors que sa femme et plusieurs de ses enfants embrassaient maintenant la foi.
En 1651, le couvent à Cambrai devient surpeuplé et peu rentable. Elle et sa sœur Mary sont envoyées ensemble à Paris pour fonder un autre couvent. Anne contacte la reine Henrietta Maria et elle s'arrange pour que les trois femmes reçoivent une pension qui continue jusqu'à la mort de la reine en 1669. Avec l'aide d'autres Anne fonde le couvent mais elle refuse le poste d'abbesse. Anne meurt à Paris au couvent Notre-Dame de Bonne-Espérance le 26 avril 1671 .

## Travaux
- huit livres de collection
- Chants spirituels...en trois parties
- Psaumes (traduction)

De plus, le "Second Booke of Dialogues" lui est dédié en 1638 